# 12. Kanadisches Kabinett
Das 12. Kanadische Kabinett (engl. 12th Canadian Ministry, franz. 12e conseil des ministres du Canada) regierte Kanada vom 29. Dezember 1921 bis zum 28. Juni 1926. Dieses von Premierminister William Lyon Mackenzie King angeführte Kabinett bestand aus Mitgliedern der Liberalen Partei. King führte auch das 14. und das 16. Kabinett an.

## Minister
| Amt                                                                  | Name | Zeitraum |
| -------------------------------------------------------------------- | --- | --- |
| Premierminister                                                      | William Lyon Mackenzie King | 29. Dezember 1921 – 28. Juni 1926 |
| Außenminister                                                        | William Lyon Mackenzie King | 29. Dezember 1921 – 28. Juni 1926 |
| Innenminister und General-Superintendent für Indianerangelegenheiten | Charles Stewart | 29. Dezember 1921 – 28. Juni 1926 |
| Justizminister und Attorney General                                  | Lomer Gouin Ernest Lapointe (geschäftsführend) Ernest Lapointe | 29. Dezember 1921 – 3. Januar 1924 4. Januar 1924 – 29. Januar 1924 30. Januar 1924 – 28. Juni 1926 |
| Miliz- und Verteidigungsminister                                     | George Perry Graham | 29. Dezember 1921 – 31. Dezember 1922 |
| Marineminister                                                       | George Perry Graham | 29. Dezember 1921 – 31. Dezember 1922 |
| Verteidigungsminister                                                | George Perry Graham Edward Macdonald (geschäftsführend) Edward Macdonald                                                                                                 | 1. Januar 1923 – 27. April 1923 28. April 1923 – 16. August 1923 17. August 1923 – 28. Juni 1926 |
| Finanzminister und Schatzmeister                                     | William Stevens Fielding James Alexander Robb | 29. Dezember 1921 – 4. September 1925 5. September 1925 – 28. Juni 1926 |
| Minister für Zölle und Verbrauchssteuern                             | Jacques Bureau Georges-Henri Boivin | 29. Dezember 1921 – 4. September 1925 5. September 1925 – 28. Juni 1926 |
| Seefahrt- und Fischereiminister                                      | Ernest Lapointe Arthur Cardin | 29. Dezember 1921 – 29. Januar 1924 30. Januar 1924 – 28. Juni 1926 |
| Minister für Eisenbahnen und Kanäle                                  | William Costello Kennedy vakant George Perry Graham vakant Charles Avery Dunning                                                                                         | 29. Dezember 1921 – 18. Januar 1923 19. Januar 1923 – 27. April 1923 28. April 1923 – 19. Februar 1926 20. Februar 1926 – 28. Februar 1926 1. März 1926 – 28. Juni 1926 |
| Arbeitsminister                                                      | James Murdock James Horace King (geschäftsführend) John Campbell Elliott                                                                                                 | 29. Dezember 1921 – 12. November 1925 13. November 1925 – 7. März 1926 8. März 1926 – 28. Juni 1926 |
| Landwirtschaftsminister                                              | William Richard Motherwell | 29. Dezember 1921 – 28. Juni 1926 |
| Handels- und Gewerbeminister                                         | Daniel Duncan McKenzie vakant Edward James McMurray vakant | 29. Dezember 1921 – 10. April 1923 11. April 1923 – 13. November 1923 14. November 1923 – 22. Mai 1925 23. Mai 1925 – 28. Juni 1926 |
| Bergbauminister                                                      | Charles Stewart | 29. Dezember 1921 – 28. Juni 1926 |
| Postminister                                                         | Charles Murphy | 29. Dezember 1921 – 28. Juni 1926 |
| Minister für staatliche Bauvorhaben                                  | Hewitt Bostock James Horace King | 29. Dezember 1921 – 2. Februar 1922 3. Februar 1922 – 28. Juni 1926 |
| Einwanderungs- und Kolonisierungsminister                            | vakant Hewitt Bostock (geschäftsführend) vakant Charles Stewart (geschäftsführend) James Alexander Robb vakant George Newcombe Gordon Charles Stewart (geschäftsführend) | 29. Dezember 1921 – 2. Januar 1922 3. Januar 1922 – 2. Februar 1922 3. Februar 1922 – 19. Februar 1922 20. Februar 1922 – 16. August 1923 17. August 1923 – 4. September 1925 5. September 1925 – 6. September 1925 7. September 1925 – 12. November 1925 13. November 1925 – 28. Juni 1926  |
| Minister für zivile Wiedereingliederung von Soldaten                 | Henri Sévérin Béland John Campbell Elliott | 29. Dezember 1921 – 14. April 1926 15. April 1926 – 28. Juni 1926 |
| Staatssekretär für Kanada und Regierungskanzlist                     | Arthur Bliss Copp vakant Walter Edward Foster Charles Murphy Ernest Lapointe                                                                                             | 29. Dezember 1921 – 24. September 1925 25. September 1925 26. September 1925 – 12. November 1925 13. November 1925 – 23. März 1926 24. März 1926 – 28. Juni 1926 |
| Präsident des Kronrates                                              | William Lyon Mackenzie King | 29. Dezember 1921 – 28. Juni 1926 |
| Solicitor General                                                    | Daniel Duncan McKenzie vakant Edward James McMurray vakant | 29. Dezember 1921 – 10. April 1923 11. April 1923 – 13. November 1923 14. November 1923 – 22. Mai 1925 23. Mai 1925 – 28. Juni 1926 |
| Minister ohne Geschäftsbereich                                       | Raoul Dandurand Thomas Andrew Low John Ewen Sinclair Edward Macdonald Harold Buchanan McGiverin Herbert Meredith Marler Vincent Massey George Perry Graham               | 29. Dezember 1921 – 28. Juni 1926 29. Dezember 1921 – 16. August 1923 30. Dezember 1921 – 29. Oktober 1925 12. April 1923 – 16. August 1923 20. September 1924 – 29. Oktober 1925 9. September 1925 – 6. Januar 1926 16. September 1925 – 12. November 1925 20. Februar 1926 – 6. April 1926 |

## Nicht dem Kabinett angehörende Minister
| Amt                                                   | Name                   | Zeitraum                             |
| ----------------------------------------------------- | ---------------------- | ------------------------------------ |
| Parlamentarischer Unterstaatssekretär für Auswärtiges | Lucien Turcotte Pacaud | 29. Dezember 1921 – 26. Oktober 1922 |
| Solicitor General                                     | Lucien Cannon          | 5. September 1925 – 28. Juni 1926    |